# Звёздный инспектор
«Звёздный инспе́ктор» — художественный фильм режиссёров Марка Ковалёва и Владимира Полина, снятый на киностудии «Мосфильм» в 1980 году.

## Сюжет
Далёкое будущее. Неизвестный боевой космический корабль, позднее опознанный как «Антарес», собственность компании «Майнтхаус», совершил немотивированное нападение на базу Международной космической инспекции и уничтожил её. Расследование этого события было поручено Сергею Лазареву, который вместе с товарищами на патрульном корабле «Вайгач» прибыл к месту инцидента — 7-й планете системы Игноранта, с которой стартовал «Антарес». Звёздные инспекторы установили, что причины случившегося следует искать в загадочном исчезновении несколько лет назад группы учёных во главе с талантливым биологом Аугусто Мичелли, составлявшей экипаж корабля. На планете, как оказалось, остались трое выживших членов экипажа «Антареса»: Марджори Хьюм, Дуглас Кобер и Стив Уилкинс. 
По заданию компании «Майнтхаус», в обстановке глубочайшей секретности, была закончена работа над действующим образцом искусственного мозга Тубосс, который вышел из-под контроля и поработил своих создателей. Известный учёный Дуглас Кобер становится его послушной марионеткой. Тубосс собирается постепенно поработить всю вселенную и ему нужен патрульный корабль и его силовое поле «Платан», способное противостоять любой атаке. Искусственный разум пытается завладеть разумом экипажа патрульного корабля, но у них есть «эффект Орлова», который на три часа может защитить от каппа-излучения Тубосса. Действие защиты заканчивается и инспекторы тоже оказываются под влиянием излучения. Компьютер корабля «Вайгач» оказался не подвержен губительному воздействию и нашёл решение, как нейтрализовать Тубосс. Необходимо использовать энергию человеческого мозга, для чего пожертвовал собой инспектор Скляревский. Преодолев все опасности Сергей Лазарев добрался до Тубосса и остановил его действие выстрелом из бластера. Пришедший в себя после влияния излучения Дуглас Кобер решил убить себя и окончательно уничтожить мозг и лабораторию на планете взрывом. Инспекторы Лазарев и Зденек, а также Марджори Хьюм возвращаются на Землю.

## История создания
Работа над фильмом началась в 1978 году, первое рабочее название — «О чём говорили киты». Всего было написано девять вариантов сценария.
Съёмки проходили в 1979 году под Керчью в карьере у с. Приозёрное и Царском кургане (Аджи-Мушкай), в Карстовых пещерах в Чехословакии и четвёртом павильоне «Мосфильма». Весомую часть составляют комбинированные съёмки, выполненные Б. Травкиным, в том числе в придуманной им технике ФОКАЖ (форма, образованная контактом активных жидкостей).

## В ролях
- Владимир Ивашов — Сергей Лазарев
- Юрий Гусев — Глеб Скляревский
- Тимофей Спивак — Карел Зденек
- Валентина Титова — Марджори Хьюм
- Эммануил Виторган — Дуглас Кобер
- Вилнис Бекерис — Стив Уилкинс
- Борис Казин — комментатор
- Вячеслав Гостинский — адвокат
- Хазраил Шумахов — Луис Ревера
- Александр Роговин — председатель международной ассоциации

В эпизодах
- Леонид Кмит
- Юламей Скотт
- Валерий Лысенков
- Валентин Кулик
- Николай Бриллинг
- Николай Кейль
- Жанна Агасян (в титрах — Ж. Агосян)
- Константин Захаров
- О. Чижикова
- Александр Горбатов

## Съёмочная группа
- Авторы сценария: Борис Травкин, Марк Ковалёв, Владислав Смирнов
- Режиссёры-постановщик: Марк Ковалёв, Владимир Полин
- Оператор-постановщик: Владимир Фастенко
- Художник-постановщик: Виталий Гладников
- Композитор: Борис Рычков
- Звукооператор: Николай Калиниченко
- Режиссёр: Владимир Берёзко
- Операторы: В. Милиоти, А. Межеков
- Художник по костюмам: В. Годин
- Художник-гримёр: Е. Ямром
- Монтажёр: Л. Князева
- Редактор: Э. Смирнов
- Комбинированные съёмки:

- Оператор: Борис Травкин
- Художник: Валентин Гласс

- Консультант: Николай Рукавишников
- Текст песен: Хуан Боскан, Игорь Шаферан
- Инструментальная группа Б. Рычкова
  - Солисты: Леонид Белый, Владимир Мозенков, Людмила Ларина[2]
- Директор: Артём Маклозян